# Super Mario Party
Super Mario Party  (スーパーマリオパーティ Sūpā Mario Pāti) es un videojuego de fiesta desarrollado por Nd Cube y publicado por Nintendo. Se trata de la decimosexta entrega de la serie Mario Party y la undécima de la serie principal, su lanzamiento tanto en Japón como en Estados Unidos fue el 5 de octubre de 2018 para la Nintendo Switch.

## Jugabilidad
La tradicional jugabilidad de los antiguos juegos de Mario Party vuelve en Super Mario Party. El estándar modo de juego, Party Mode, cuenta con hasta cuatro jugadores que se turnan y navegan por el tablero en busca de estrellas mientras compiten entre sí en una variedad de minijuegos. Un segundo modo, conocido como Partner Party, tiene dos equipos de dos jugadores que también buscan estrellas en un tablero de movimiento libre similar al de Mario Party: Star Rush. El juego se puede jugar con un solo mando Joy-Con por jugador, permitiendo que dos jugadores jueguen juntos con un solo sistema Switch, que viene con dos Joy-Con. Super Mario Party también aprovechó las capacidades inalámbricas locales del Switch, permitiendo que los equipos jueguen desde consolas Switch separadas y que se puedan organizar y sincronizar varias consolas Switch para crear entornos multimonitor más grandes. en un modo llamado "Toad's Rec Room" (como patentado antes de la revelación del juego).
Es el primer juego de la sala en que puede jugar como Bowser o su hijo Bowser Jr. o alguno de sus secuases, dando así un total de 20 personajes jugables. Cada uno de ellos tendrá su dado especial para el Party Mode y el Partner Party (un modo de juego de 2 contra 2).
Algunos de los minijuegos se juegan usando los botones de control tradicionales, mientras que otros pueden ser controlados por controles de movimiento, como un minijuego de carreras de triciclo. Además, en los minujegos de 1 contra 3, 2 contra 2 y cooperativos de 4 jugadores, los jugadores pueden chocarse los 5.
Toad regresa como anfitrión de Super Mario Party, dirigiendo a los jugadores a lo largo del juego. Toadette y Kamek estarán con él, formando así el jurado.

### Jugabilidad en línea
Las características del multijugador en línea están en Super Mario Party por primera vez en la serie Mario Party. Mientras que los juegos de mesa del Modo Fiesta están restringidos a los juegos fuera de línea, los jugadores pueden jugar a los 80 minijuegos del juego con otros jugadores, ya sea localmente o en línea, independientemente de los juegos de mesa del juego en el modo "Online Mario-thon". En el modo En línea Mario-thon, los jugadores compiten en cinco minijuegos seleccionados al azar con el objetivo de conseguir la mejor puntuación. También incluye tablas de clasificación y un sistema de clasificación, así como recompensas desconocidas que los jugadores obtienen por jugar en este modo.
Algunas fuentes criticaron la falta del juego de un modo de fiesta en línea. Esto cambió cuando el 27 de abril de 2021, Nintendo anunció una actualización gratuita sobre modos de fiesta en línea para los modos Mario Party, Mario Party a Dobles y los Minijuegos.

## Doblaje
| Personaje        | Actor de voz Original | Doblaje de Hispanoamérica | Doblaje de España      |
| ---------------- | --------------------- | ------------------------- | ---------------------- |
| Mario            | Charles Martinet      | Charles Martinet          | Charles Martinet       |
| Luigi            | Charles Martinet      | Charles Martinet          | Charles Martinet       |
| Wario            | Charles Martinet      | Charles Martinet          | Charles Martinet       |
| Waluigi          | Charles Martinet      | Charles Martinet          | Charles Martinet       |
| Pianta           | Charles Martinet      | Charles Martinet          | Charles Martinet       |
| Princesa Peach   | Samantha Kelly        | Samantha Kelly            | Samantha Kelly         |
| Toad             | Samantha Kelly        | Samantha Kelly            | Samantha Kelly         |
| Toadette         | Samantha Kelly        | Samantha Kelly            | Samantha Kelly         |
| Princesa Daisy   | Deanna Mustard        | Deanna Mustard            | Deanna Mustard         |
| Yoshi            | Kazumi Totaka         | Kazumi Totaka             | Kazumi Totaka          |
| Birdo            | Kazumi Totaka         | Kazumi Totaka             | Kazumi Totaka          |
| Shy Guy          | Nate Bihldorff        | Nate Bihldorff            | Nate Bihldorff         |
| Kamek            | Atsushi Masaki        | Atsushi Masaki            | Atsushi Masaki         |
| Bowser           | Kenny James           | Kenny James               | Kenny James            |
| Bowser Jr.       | Caety Sagoian         | Caety Sagoian             | Caety Sagoian          |
| Donkey Kong      | Takashi Nagasako      | Takashi Nagasako          | Takashi Nagasako       |
| Diddy Kong       | Katsumi Suzuki        | Katsumi Suzuki            | Katsumi Suzuki         |
| Boo              | Sanae Suzaki          | Sanae Suzaki              | Sanae Suzaki           |
| Escupicos        | Sanae Suzaki          | Sanae Suzaki              | Sanae Suzaki           |
| Hermano Martillo | Motoki Takagi         | Motoki Takagi             | Motoki Takagi          |
| Lakitu           | Tadd Morgan           | Tadd Morgan               | Tadd Morgan            |
| Topo Monty       | Masato Mizuta         | Masato Mizuta             | Masato Mizuta          |
| Huesitos         | Toru Asakawa          | Toru Asakawa              | Toru Asakawa           |
| Fluflú           | Dolores Rogers        | Dolores Rogers            | Dolores Rogers         |
| Comentarista     | Samantha Robertson    | Cristina Pohlenz Garza    | Álex Hernández-Puertas |

## Personajes jugables
La lista de personajes jugables en Super Mario Party incluye Mario, Luigi, Rosalina, Huesitos, Boo, Koopa Troopa, Hermano Martillo, Princesa Peach, Princesa Daisy, Yoshi, Donkey Kong, Shy Guy, Bowser, Bowser Jr., Wario, y Waluigi, todos los cuales están devolviendo personajes. Entre los nuevos personajes jugables de la serie se encuentra Diddy Kong, que anteriormente sólo había aparecido como personaje jugable en los juegos de Mario Party; y Pum Pum, un Goomba, y Topo Monty, ninguno de los cuales ha sido previamente jugable en Mario Party.

## Desarrollo
Super Mario Party fue desarrollado por Nd Cube. Nintendo reveló Super Mario Party el 12 de junio de 2018 durante su presentación de Nintendo Direct en el E3 2018. donde también anunciaron que el juego saldrá a la venta el 5 de octubre de 2018 para Nintendo Switch. Lo cual ya está disponible en las tiendas, y resultó ser un juego de críticas positivas.